# Жук Радослав Семенович
Радосла́в Жук (13 вересня 1931, Любачів — 25 лютого 2024) — українсько-канадський архітектор, теоретик архітектури, педагог. Автор проєктів українських храмів у Канаді, США та Україні. Молодший брат піаністки Любомири Жук. Старший брат піаніста Іринея Жука.

## Біографія
Народився 13 вересня 1931 року в Любачеві. У 1940-х роках родина переїхала до Австрії. Тут здобув загальну середню освіту, навчався музики. Закінчив із відзнакою Університет Макгілла в Монреалі (1956). На конкурсі дипломних робіт вищих архітектурних шкіл Канади проєкт української церкви Радослава Жука здобув перше місце. Йому було призначено стипендію Піклінґтона для навчальної подорожі в Західну Європу. Здобув ступінь магістра архітектури у Массачусетському технологічному інституті в Бостоні. Викладав архітектуру у Манітобському та Торонтському університетах. Професор архітектури Університету Макгілла. Представляє університет на наукових конференціях, входить до екзаменаційних комісій з архітектури у провідних навчальних закладах Канади і США. 1992 року почесний доктор, а від 2004 — почесний професор Української академії мистецтв у Києві. Протягом багатьох років входив до екзаменаційної комісії академії для дипломних проєктів. Почесний член Української академії архітектури, дійсний член НТШ і УВАН в Канаді, Королівського архітектурного інституту Канади, Королівського товариства мистецтв. Читає літні лекції в Українському вільному університеті в Мюнхені. Член журі конкурсу на проект пам'ятника жертвам Голодомору у Вашингтоні (2009).
Нагороджений премією Іди і Семюела Фросманів за високі педагогічні досягнення (2001). Автор проєктів багатьох українських церков у Канаді та США. Проживає в Монреалі.
Творчості архітектора 2017 року була присвячена дисертація Андрія Бориса Вплив творчості Радослава Жука на розвиток сакральної архітектури Західної України в період кінця ХХ — початку ХХІ століть.

## Проєкти і споруди

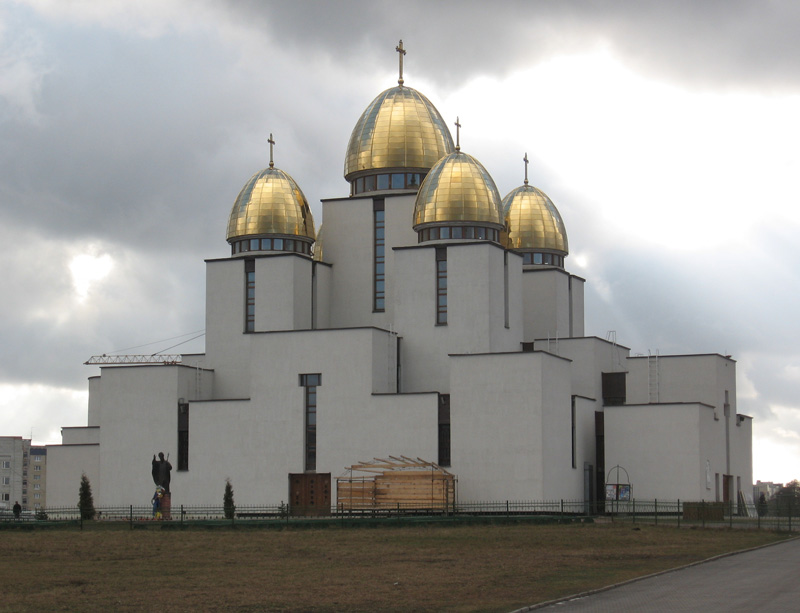
Церква у Львові. Мікрорайон Сихів

- Студентський проєкт церкви для Монреаля. Створений 1956 року під час завершення навчання в Університеті Макгілла. Дістав першу премію на всеканадському конкурсі. Не реалізований.[5]
- Студентський проєкт кафедрального костелу на 3 тис. осіб для Ліверпуля. Створений під час навчання в Массачусетському інституті. Не реалізований.[5]
- Друге місце на конкурсі проєктів входу до стадіону Молсон (1955).[6]
- Перше місце на конкурсі проєктів прототипної заправної станції «BP» (1956).[6]
- Перемога на першій фазі конкурсу проєктів стадіону зимової олімпіади в Альберті (1962).[6]
- Архітектурне проєктування пам'ятника Тарасу Шевченку у Вашингтоні. Скульптор Леонід Молодожанин. Проєкт затверджений на конкурсній основі. Реалізований до 1964 року.[7]
- Церква Святої Родини у Вінніпегу (1964).[8]
- Церква Святого Йосифа у Вінніпегу (1964).[9]
- Українська католицька церква святого Михайла в Тинделл, провінція Манітоба (1966).[10]
- Українська католицька церква Святого Йосифа в м. Тандер-Бей (1966—1967).[11]
- Павільйон «Світ дитини» на виставці «Експо 1967» в Монреалі (спільно з Джоном Шрейбером).[12]
- Будинок американського посольства в Лондоні (не пізніше 1972).[13]
- Проєкт «Ми і світ» у мистецькій галереї в Ніагара Фоллс, Онтаріо (не пізніше 1972).[13]
- Проєкт кафедрального собору в Мюнхені (не пізніше 1973).[14]
- Церква Святої Трійці в Кергонксоні, штат Нью-Йорк (1976).[15]
- Українська католицька церква Пресвятої Євхаристії (Торонто, 1978).
- Українська католицька церква святого Йосафата (Нью-Йорк, 1979).
- Церква в Рочестері, штат Нью-Йорк (не пізніше 1981).[12]
- Нова ратуша в Оттаві (не пізніше 1983)[16].
- Греко-католицька церква Різдва Пресвятої Богородиці у Львові в мікрорайоні Сихів (1995—2001). Проєкт здобув перше місце на конкурсі 1993 року. Конструкцією передбачено виконання значної кількості робіт некваліфікованими робітниками, із метою залучення до будівництва добровольців, мешканців мікрорайону. У 2009 році за результатами опитування 100 львівських архітекторів, проведеного архітекторами Богданом Черкесом та Антоном Коломойцевим, храм визнано найкращим зразком сучасної архітектури Львова[17] 29 листопада 2011 року указом Президента України № 1079/2011 Радославу Жуку, Зеновію Підлісному (посмертно), Святославу Владиці і Оресту Федині за архітектуру храму присуджено Державну премію України в галузі архітектури.
- Варіанти проєкту Національного музею мистецтва в Києві. Проєктні рішення від 1993 і 1994 а також від 2006 року.[18]
- Проєкт Нового міста в Порт-Картьє.[6]
- Парафіяльний центр св. Івана Хрестителя в Оттаві.[6]

## Друковані праці
Радослав Жук — автор низки праць з питань методології проєктування та культурних аспектів архітектури.
- Індивідуальність, традиції, середовище // Архітектура України. — 1991. — № 1.
- Ритмічні особливості української церковної архітектури // Пам'ятки України. — 1991. — № 4.
- Повнозначність і культура архітектури // Записки НТШ: пр. Секції мистецтвознавства. — 1994. — Т. 227.
- Modulation in Music and Architecture // Systems Research in the Arts. — Vol. 4. — Windsor, 2002.
- From Renaissance Musical proportions to Polytonality in Twentieth Century Architecture // Nexus V — Architecture and Mathematics. — Fucecchio, 2004.
- Vision-Image: The Initiation of the Architectural Desing Process // The Design Studio: A Black Hole. — Istanbul, 2007.

## Виставки
- Виставка проєктів на П'ятому з'їзді українських інженерів Північної Америки в Торонто 1971 року.[19]
- Персональна виставка фотографій та проєктів «Шість українських католицьких церков у Канаді» у приміщенні Українського інституту модерного мистецтва (1973).[8]
- Персональна виставка «Нова церковна архітектура української діяспори» в Будинку архітектури в Києві, 1991.[20]
- Персональна виставка «Традиція і нова архітектура», включала проєкти 9 церков та численні фотографії. Експонувалась у низці українських міст, а також, 1996 року — у Відні, Граці та Анкарі.[3]
- Персональна виставка «Радослав Жук — традиція і сучасність: українські Церкви в Північній Америці та музейні проекти в Україні». Центр української культури в Гантері (2004).[21]
- Виставка «Місце — люди — час і архітектура» у Львівській політехніці, осінь 2014.[22]
- «Творчий шлях Радослава Жука», виставкова зала НАОМА, 2018.[2]

## Лекції, доповіді
- Доповідь про стилі української церковної архітектури в читальні Просвіти у Вінніпегу, 21 квітня 1961[23].
- Доповідь «Проблеми сучасної української архітектури», Союзівка, Кергонксон, 24 серпня 1969[24].
- Доповідь «Архітектура — експресивні і формативні елементи в культурі» в рамках літньої сесії семестральних курсів Департаменту мистецтва та культури університету Лойоли в Лос-Анджелесі, 1972[13].
- Доповідь «Творча культура як основа української ідеології поза межами Батьківщини», Шостий з'їзд українських інженерів у Філадельфії, 13 листопада 1976[25].
- Доповідь на засіданні Ради культури при Світовому конгресі вільних українців, Монреаль, 1976[26].
- Лекції на Гарвардській літній школі україністики 1979 року[27].
- Серія лекцій «Архітектура козацької доби», на XII вакаційному курсі Українського католицького університету в Римі. Червень-липень 1981[28].
- Доповідь «Плян і профіль в українській церковній архітектурі», конференція на Восьмому з'їзді українських інженерів Північної Америки в Детройті, 24 жовтня 1987[29].
- Серія лекцій «Українська архітектура в контексті європейської культури», у рамках літнього семестру Українського вільного університету, 1995[30].
- Лекції на пластових таборах «Стежки культури»[14].
- Лекції на літніх курсах Українського католицького університету в Римі[14].